# Campionat de Catalunya d'hoquei sobre herba masculí 1958-1959
El Campionat de Catalunya d'hoquei sobre herba masculí 1958-1959 fou la trenta-vuitena edició de la competició. Se celebrà des del 3 de novembre del 1958 fins al 16 de març de 1959 i fou organitzada per la Federació Catalana de Hockey. Hi participaren set clubs, destacant els equips habituals del campionat com el RC Polo, vigent campió, el CD Terrassa, el Club Egara, el FC Barcelona, entre d'altres.
La competició se celebrà durant els caps de setmana de la temporada 1958-1959 i es disputà en format de lliga regular a doble volta, un partit com a local i l'altre com a visitant, amb un total de catorze jornades. La classificació final s'establí d'acord amb els punts totals obtinguts per cada participant en finalitzar el campionat. Els equips obtingueren dos punts per cada victòria, un punt per cada empat i cap punt per cada derrota.
Es proclamà campió el Club Deportiu Terrassa, que acabà imbatut a la competició i aconseguí el seu dissetè campionat.

## Clubs participants
- Atlètic Terrassa Hockey Club
- CF Barcelona
- Club Egara
- Júnior Futbol Club
- Pedralbes Hockey Club
- Reial Club de Polo de Barcelona
- Club Deportiu Terrassa

## Taula de resultats
| Casa \ Fora         | ATL | FCB | EGA | JUN | PED        | POL | TER |
| ------------------- | --- | --- | --- | --- | ---------- | --- | --- |
| Atlètic Terrassa HC | —   | 0–0 | 0–1 | 2–1 | 0–0        | 1–2 | 0–1 |
| CF Barcelona        | 0–0 | —   | 3–2 | 1–0 | 3–2        | 1–0 | 0–3 |
| Club Egara          | 3–1 | 1–1 | —   | 4–0 | 2–0        | 2–2 | 1–2 |
| Júnior FC           | 3–2 | 0–2 | 0–2 | —   | 1–1        | 0–1 | 0–3 |
| Pedralbes HC        | 1–0 | 2–3 | 1–5 | 0–1 | —          | 1–5 | 0–3 |
| RC Polo             | 1–0 | 2–0 | 3–2 | 6–0 | [ Nota 1 ] | —   | 1–1 |
| CD Terrassa         | 1–0 | 3–2 | 1–0 | 5–0 | [ Nota 2 ] | 0–0 | —   |

1. ↑  El Pedralbes cedí els punts al RC Polo.[3]
2. ↑  El Pedralbes cedí els punts al CD Terrassa.[4]

## Classificació general
| Pos | Equip               | PJ | PG | PE | PP | GF | GC | DG  | Pts |
| --- | ------------------- | -- | -- | -- | -- | -- | -- | --- | --- |
| 1   | CD Terrassa         | 12 | 10 | 2  | 0  | 23 | 4  | +19 | 22  |
| 2   | RC Polo             | 12 | 8  | 3  | 1  | 23 | 8  | +15 | 19  |
| 3   | CF Barcelona        | 12 | 6  | 3  | 3  | 16 | 15 | +1  | 15  |
| 4   | Club Egara          | 12 | 6  | 2  | 4  | 25 | 14 | +11 | 14  |
| 5   | Atlètic Terrassa HC | 12 | 1  | 3  | 8  | 6  | 14 | −8  | 5   |
| 6   | Júnior FC           | 12 | 2  | 1  | 9  | 8  | 29 | −21 | 5   |
| 7   | Pedralbes HC        | 12 | 1  | 2  | 9  | 8  | 23 | −15 | 4   |

| Campió de Catalunya d'hoquei sobre herba 1958-59 |
| ------------------------------------------------ |
| Club Deportiu Terrassa Dissetè títol             |